# Les Bonheurs de Sophie (Sophie)
Pour les articles homonymes, voir Les Bonheurs de Sophie.
Les Bonheurs de Sophie est le troisième album de la série de bande dessinée Sophie de Jidéhem et Vicq, paru en  1969.
Il regroupe 8 histoires courtes publiées pour la première fois dans le Journal de Spirou entre 1965 (no 1408) et 1968 (no 1565) : L'Œuf de bouvreuil, Le Voleur du parc (1965), Poisson d'avril, Le Bonhomme de neige (1966), Calamity Sophie, Lord Nelson, Le Trombone de la bonté (1967) et Figarossi glacier (1968).
Cette l'art de couverture met en scène Sophie Karamazout, caracoler joyeusement dans les champs dans sa aimable robe d’été, tenant ses fleurs. Sophie porte un chapeau de paille avec un ruban, une robe blanche à manches courtes et bouffantes, un nœud rouge, des chaussettes blanches et une paire de chaussures noires brillantes.

## Historique
Cet album est reparu à partir de 1973 sous le titre Les Bonheurs de Sophie, 1re série, à la suite de la sortie de l'album Les Bonheurs de Sophie, 2e série puis, en 1990, sous le titre Bonheurs d’été.